# カダク
カダク（モンゴル語: Qadaq,中国語: 哈答,? - ?）とは、13世紀後半にモンゴル帝国および大元ウルスに仕えたウルウト部出身の将軍。『元史』などの漢文史料では哈答(hādā)もしくは合丹(hédān)と記され、後者に従ってカダアンとも表記される。

## 概要
カダクはモンゴル帝国の創始者チンギス・カンに仕えたウルウト部の族長、ジュルチェデイの息子ケフテイの息子として産まれ、兄にはテムジン・バートルがいた。当初はテムジンがウルウト部当主の地位を継承したようで、オゴデイに仕えて郡王の地位を授けられている。
第4代皇帝モンケの時代にカダクは南宋遠征軍の将軍の一人に抜擢され、他の五投下当主クルムシ、ナチン・キュレゲン、デレケイ・キュレゲンらとともにクビライの指揮下に入った。1260年、モンケの急死によってクビライとアリク・ブケとの間で帝位継承戦争が勃発すると、カダクは他の五投下当主とともにクビライの下に馳せ参じた。帝位継承戦争中最大の激戦となったシムルトゥ・ノールの戦いでは、開戦前にマングト部当主クトクとともにクビライの前で脆き、「臣の父祖は幸いにも先朝に仕えて征旅に加わり、しばしば武功を立ててきました。 今陛下の軍勢が北方(のアリク・ブケ勢力)を征服するに当たり、臣らは幸いにも少壮の年齢であります。願わくば父祖のように力を尽くし戦わせていただきたい」と述べたという。戦闘が始まると、カダクらは右翼軍として敵将のカダアンを打ち取る功績を挙げ、敵軍の主力であるオイラト軍を敗走させ、クビライ軍の勝利に大きく貢献した。また、失烈延塔兀の戦いではクビライの御前まで敵軍が迫る激戦となったが、日が暮れる頃にはカダクらの奮戦によって勝利を収めることができた。また、1262年(中統3年)に李璮の乱が起こると、カダクは諸王カビチ、ココチュらとともに反乱鎮圧のため派遣され、ここでも武功を挙げた。
1273年(至元10年)に襄陽城が陥落すると南宋への全面侵攻が準備され始め、カダクも南宋遠征軍に所属することになった。同年4月には南宋遠征軍の最初の編成が行われ、カダクは左丞相として劉整、タチュ、董文炳らを率い、正陽に駐屯した。これらの軍団は「淮西等路枢密院」の官職を与えられており、「淮西軍団」とも呼ばれる。また、翌1274年(至元11年)4月には「淮西等路枢密院」は「淮西行中書省」と名を改められ、カダクは改めて淮西行中書省の左丞相とされた。なお、同じ五投下のセンウは五投下軍団、ボロカンは淮東軍団を率いていて戦っていたが、カダクが前線に出て戦ったという記録はない。
1277年(至元14年)3月には中書省の事務を北京(大寧)に行したとされるが、 これはカダクの息子トゴンがジルワダイの乱鎮圧に向かったことと連動しているのではないかと考えられている。 これ以降のカダクの事績については全く記録がない。

## 子孫
カダクにはトゴン、イリンジバル、ヒントムという3人の息子がいた。
トゴンは主にシリギの乱鎮圧に活躍し、1277年(至元14年)にはシリギの乱に呼応して応昌路で挙兵したジルワダイを討伐した。その後はイェス・ムレン地方(現在のトゥヴァ一帯)で反乱軍の首魁たるシリギ、ヨブクルらを破る功績を挙げた。その後、ナヤンの乱鎮圧戦にも従軍したが、この時トゴンの弟ヒントムが病の身を押して力戦したと伝えられている。
トゴンにはタシュ・テムルとドレという息子がおり、またタシュ・テムルにはカラ・ブカという息子がいた。

## ウルウト氏ジュルチェデイ家
- 千人隊長ジュルチェデイ（J̌ürčedei ＞朮赤台/zhúchìtái）
  - 郡王ケフテイ（Kehetei ＞怯台/qiètái,کهتی نویان/Kehtei Nūyān）
    - 郡王テムジン（Temüǰin ＞端真/duānzhēn）
    - 郡王カダク（Qadaq ＞哈答/hādā）
      - 郡王トゴン（Toγon ＞脱歓/tuōhuān）
        - 郡王タシュ・テムル（Taš temür ＞塔失帖木児/tǎshītièmùér）
          - 郡王カラ・ブカ（Qara buqa ＞匣剌不花/xiálàbùhuā）

      - イリンジバル（Irinǰibar ＞亦隣只班/yìlínzhǐbān）
      - 郡王ヒントム（Hingtom ＞慶童/qìngtóng）
        - 郡王イェリ・ブカ（Yeli buqa ＞也里不花/yĕlǐbùhuā）

  - ブジル・ノヤン（Buǰir ＞不只児/bùzhīér,بوجر نویان/Būjir Nūyān）